# وارد ويلينغتون وارد
وارد ويلينغتون وارد (بالإنجليزية: Ward Wellington Ward)‏ هو مهندس معماري أمريكي، ولد في 1875 في شيكاغو في الولايات المتحدة، وتوفي في 6 أغسطس 1932 في Willard, New York ‏ في الولايات المتحدة.